# علی لهراسبی
علی لُهراسبی (زادهٔ ۲۰ فروردین ۱۳۵۵) خواننده ایرانی است.

## تحصیلات
او دارای مدرک دیپلم ریاضی و فیزیک از دبیرستان دکتر نصیری (تهران - منطقه ده - خیابان سینا) و کارشناسی مهندسی الکترونیک از دانشگاه آزاد اسلامی واحد کرج و در زمینه تبلیغات و موسیقی فعال می‌باشد.

## فعالیت هنری
او پیانو را نزد مهرداد تاج‌کریمی آموخت. سپس به فعالیت در عرصه آهنگسازی کودکان و نوجوانان پرداخت و در یک گروه کرال دانشجویی عضویت یافت. در سال ۱۳۷۹ شماری از آثارش را برای سنجش به مسئولین سازمان صدا و سیمای ایران داد. اندکی بعد موافقت خود را برای همکاری با این سازمان اعلام کرد و اجرای تیتراژ سریال «کلبه سپید» به عنوان اولین حرکت رسمی او در عرصه موسیقی پاپ امروزی رقم خورد. پس از آن او برای بهبود عملکرد خود دو سال به یادگیری سلفژ و تئوری موسیقی نزد محمدرضا صادقی و بهنام صبوحی پرداخت. در سال ۱۳۸۱ تیتراژ سریال «دریایی‌ها» را اجرا کرد. پس از آن در سال ۱۳۸۴ آلبوم «دریایی‌ها» را با همکاری محمدرضا چراغعلی به بازار موسیقی پاپ عرضه کرد. همکاری بعدی او با صدا و سیمای ایران، تیتراژ سریال «بیراهه» در سال ۱۳۸۵ بود که زمینه‌ساز ارائه آلبومی کامل توسط او شد.
سال ۱۳۸۵ آلبوم «مثلث» را با حضور ترانه‌هایی چون «بیراهه‌ها»، «یه روز سرد پاییزی» با تنظیم علی افضلی، «کوله‌بار»، «خط و نشون»، «آینه»، «لب سکوت»، «قلب سنگی»، «مرثیه» و «عطر بارون» ارائه کرد.
وی اجراهای زنده داشته‌است که بیشتر آن‌ها در جزیره کیش بوده‌اند. بزرگ‌ترین کنسرت او در شب‌های ۱۴ و ۱۵ شهریور ۱۳۸۶ در مجموعه کاخ سعدآباد برگزار شدند. پس از آن آلبومی به نام «۱۴» در پاییز سال ۱۳۸۸ منتشر شد.
او خوانندگی تیتراژ مجموعه‌های تلویزیونی دیگری از جمله دلنوازان و فاصله‌ها را بر عهده داشته‌است.
او بعد از این‌ها با همکاری شادمهر عقیلی دست به ساخت آلبومی با نام «تصمیم» گرفت. قطعهٔ «چشمامو می‌بندم» و «رؤیا» جزو بهترین کارهای علی لهراسبی در بین چند آلبوم منتشر شده از وی شناخته شد. این آلبوم نیز حواشی زیادی را برای وی ایجاد کرد، ازجمله ممنوع‌الکاری ۵ ساله و لغو کنسرت‌ها و اجراهای زنده.
وی در ۱۸ اسفند ۱۳۹۲ آلبومی را منتشر کرد که چند روز مانده به انتشار، از «سرمه‌ای» به «روبات» تغییر نام داد؛ که قطعهٔ «سفر» با آهنگسازی شادمهر عقیلی و تنظیم محمد ناهیدی شناخته‌شده‌ترین آهنگ این آلبوم لقب گرفت.
او همچنین خواننده سریال‌های خداحافظ بچه، شیدایی، همه‌چیز آنجاست، آرام می‌گیریم، مرز خوشبختی، عبور شیشه‌ای، سه، پنج، دو، پیله‌های پرواز و دل نیز بوده‌است.
در سال ۱۳۹۶ با انتشار آهنگ‌های خوشبختی، چجوری تونستی، بارون می‌زنه، غیرممکن و خواندن تیتراژ فیلم سینمایی برای نخستین‌بار به نام غیرمجاز و آهنگ‌هایی متفاوت به نام‌های «بی‌نظیره»، «طرف تو بودم»، «بگو چی شده»، و در اواخر سال ۱۳۹۶ قطعه‌ای به نام «بهت نمیاد» را منتشر کرد. در ۲۵ اسفند ۱۳۹۷ هم قطعه‌ای با نام «درونگرا» را منتشر کرد.

## آلبوم‌ها
دریایی‌ها ۱۳۸۴
| نام ترانه             | ترانه‌سرا         | آهنگساز         | تنظیم           |
| --------------------- | ---------------- | --------------- | --------------- |
| کار من و دل           | سیاوش پورشیرمحمد | محمدرضا چراغعلی | محمدرضا چراغعلی |
| دریایی‌ها              | مسعود رسام       | محمدرضا چراغعلی | محمدرضا چراغعلی |
| ترانه‌ساز              | نیلوفر لاری‌پور   | محمدرضا چراغعلی | محمدرضا چراغعلی |
| بی‌طاقت                | سیاوش پورشیرمحمد | محمدرضا چراغعلی | محمدرضا چراغعلی |
| بی کلام (کار من و دل) |                  | محمدرضا چراغعلی | محمدرضا چراغعلی |
| تنها می‌رم             | مسعود رسام       | محمدرضا چراغعلی | محمدرضا چراغعلی |
| حرف آخر               | شهرام غلامی      | محمدرضا چراغعلی | محمدرضا چراغعلی |
| عسل خاتون             | آزیتا قاسمی      | محمدرضا چراغعلی | محمدرضا چراغعلی |
| بی کلام (بی طاقت)     |                  | محمدرضا چراغعلی | محمدرضا چراغعلی |
| حس غریب               | سیاوش پورشیرمحمد | محمدرضا چراغعلی | محمدرضا چراغعلی |

مثلث ۱۳۸۵
| نام ترانه           | ترانه‌سرا               | آهنگساز         | تنظیم           |
| ------------------- | ---------------------- | --------------- | --------------- |
| بیراهه‌ها            | مهشاد عرب، روزبه بمانی | بهروز صفاریان   | بهروز صفاریان   |
| یه روز سرد پاییزی   | مونا برزویی            | ملودی محمودی    | امیر علیزاده    |
| کوله بار            | شهرام غلامی            | مهران جمالی     | فرزین فردین فرد |
| خط و نشون           | فرزاد حسنی             | ملودی محمودی    | امیر علیزاده    |
| آینه                | نیلوفر لاری‌پور         | ملودی محمودی    | عباس لطیفی      |
| لب سکوت             | بابک روزبه             | عباس لطیفی      | عباس لطیفی      |
| قلب سنگی            | علیرضا روح‌نواز         | عباس لطیفی      | عباس لطیفی      |
| مرثیه               | نیلوفر لاری‌پور         | ملودی محمودی    | امیر علیزاده    |
| عطر بارون           | سیاوش پورشیرمحمد       | محمدرضا چراغعلی | محمدرضا چراغعلی |
| بی کلام (بی راهه‌ها) |                        |                 |                 |

چهارده ۱۳۸۸
| نام ترانه       | ترانه‌سرا         | آهنگساز                | تنظیم           |
| --------------- | ---------------- | ---------------------- | --------------- |
| دلنوازان        | عبدالجبار کاکایی | محسن یگانه             | بهروز صفاریان   |
| دلواپسی         | محسن یگانه       | محسن یگانه             | بهروز صفاریان   |
| سزامه           | محسن یگانه       | برگرفته از قطعهٔ یونانی | بهروز صفاریان   |
| اتاق سوت و کور  | محسن یگانه       | محسن یگانه             | شهاب اکبری      |
| عذاب دوست داشتن | عبدالجبار کاکایی | بهروز صفاریان          | بهروز صفاریان   |
| چشمامو بستم     | محسن یگانه       | برگرفته از قطعهٔ یونانی | بهروز صفاریان   |
| غافل            | محسن یگانه       | محسن یگانه             | شهاب اکبری      |
| بعد رفتنت       | محسن یگانه       | محسن یگانه             | بهروز صفاریان   |
| اقرار           | فوژان برقیان     | امیر قنادی             | آرش قنادی       |
| کوه             | مونا برزویی      | مهدی یراحی             | مهدی یراحی      |
| مرگ برگ         | رضا صادقی        | رضا صادقی              | شهاب اکبری      |
| تنها نرو        | روزبه بمانی      | مهدی یراحی             | بهروز صفاریان   |
| انتظار          | روزبه بمانی      | محمدرضا چراغعلی        | محمدرضا چراغعلی |

تصمیم ۱۳۹۰
| نام ترانه     | ترانه‌سرا                  | آهنگساز       | تنظیم        |
| ------------- | ------------------------- | ------------- | ------------ |
| چشمامو می‌بندم | الناز اسفندفر             | شادمهر عقیلی  | محمد ناهیدی  |
| حرفای ناگفته  | حسین قربانپور و علی پارسا | حسین قربانپور | شهاب اکبری   |
| خوب فکر کن    | حدیث دهقان و محسن یگانه   | محسن یگانه    | محمد ناهیدی  |
| تصمیم         | امین ناسوتی               | شادمهر عقیلی  | شادمهر عقیلی |
| بازم دوباره   | افشین امینی               | افشین امینی   | محمد ناهیدی  |
| قلبم          | علیرضا پیروزی             | بابک مافی     | بابک مافی    |
| راهرو         | مونا برزویی               | بابک مافی     | مهران خالصی  |
| بارون         | محمد کاظمی                | بابک مافی     | بابک مافی    |
| صدام کن       | حدیث دهقان                | فؤاد غفاری    | شهاب اکبری   |
| راه شمالی     | مونا برزویی               | بابک مافی     | بابک مافی    |
| رؤیا          | مهسا سماواتی              | شادمهر عقیلی  | شادمهر عقیلی |
| عطر نرگس      | حدیث دهقان                | فؤاد غفاری    | شهاب اکبری   |

روبات ۱۳۹۲
| نام ترانه        | ترانه‌سرا        | آهنگساز       | تنظیم         |
| ---------------- | --------------- | ------------- | ------------- |
| شرشر بارون       | مهرزاد امیرخانی | مرتضی پاشایی  | معین راهبر    |
| دوستم نداری      | حمید نصراللهی   | حمید نصراللهی | بهروز علی‌یاری |
| سفر              | پویا حسین‌خانی   | شادمهر عقیلی  | محمد ناهیدی   |
| دیوونه‌وار        | سوشیانت         | حسین قربانپور | شهاب اکبری    |
| فال              | بابک مافی       | بابک مافی     | بابک مافی     |
| دلهره            | مهرزاد امیرخانی | مرتضی پاشایی  | مهران عباسی   |
| دیوار            | امیر ارجینی     | بابک مافی     | بابک مافی     |
| حالم خوبه        | مهرزاد امیرخانی | مرتضی پاشایی  | مهران عباسی   |
| من دیگه خسته شدم | امیر بذرافشان   | حسین قربانپور | فرید یزدانفر  |
| پناه             | حدیث دهقان      | فؤاد غفاری    | هومن نامداری  |

## تک آهنگ‌ها
لیست تک‌آهنگ‌های منتشر شده از علی لهراسبی
| نام ترانه                      | ترانه‌سرا                  | آهنگساز        | تنظیم                   |
| ------------------------------ | ------------------------- | -------------- | ----------------------- |
| سوغاتی (وقتی میای)             | اردلان سرفراز             | محمد حیدری     | فربد یزدانفر            |
| قلب آهنی                       | مهرزاد امیرخانی           | ملودی یونانی   | فربد یزدانفر            |
| هر شب                          | مهرزاد امیرخانی           | مرتضی پاشایی   | مرتضی پاشایی            |
| شرشر بارون                     | مهرزاد امیرخانی           | مرتضی پاشایی   | مرتضی پاشایی            |
| گل رز                          | مهرزاد امیرخانی           | حسین قربانپور  | مهران عباسی             |
| رهایی                          | مهرزاد امیرخانی           | پازل بند       | پازل بند                |
| همه‌چیز آن‌جاست                  | مهرزاد امیرخانی           | پازل بند       | بهروز صفاریان           |
| ساعت هشت                       | مهرزاد امیرخانی           | پازل بند       | پازل بند                |
| بنویس                          | مهرزاد امیرخانی           | پازل بند       | پازل بند                |
| من به تو حق میدم               | مهرزاد امیرخانی           | مرتضی پاشایی   | بهروز علی یاری          |
| تب گریه                        | مهرزاد امیرخانی           | پازل بند       | پازل بند                |
| تا وقتی با منی                 | حدیث دهقان                | حسین قربانپور  | محمد ناهیدی             |
| مطمئنم                         | ساسان یافته               | ساسان یافته    | نوید میرزایی            |
| عشقه                           | حدیث دهقان                | فؤاد غفاری     | نوید میرزایی            |
| عکس‌های دو نفره                 | حدیث دهقان                | فؤاد غفاری     | محمد ناهیدی             |
| پرواز                          | میلاد فلاح                | محمد لطفی      | محمد لطفی               |
| تنها که میشی                   | مهرزاد امیرخانی           | پازل بند       | پازل بند                |
| معجزه                          | مهرزاد امیرخانی           | آرمان امامی    | فرشاد یزدی              |
| قصه                            | مهرزاد امیرخانی           | مرتضی پاشایی   | معین راهبر              |
| روزای خوب                      | محسن حق‌نظری               | محمد عابدینی   | ادریس رضایی‌فر           |
| ضربان                          | روزبه بمانی               | مهدی یراحی     | شهاب اکبری              |
| محرمانه                        | روزبه بمانی               | محسن یگانه     | فرزاد فتاحی             |
| نجاتم بده                      | عبدالجبار کاکایی          | حسین قربانپور  | شهاب اکبری              |
| آروم بگیر                      | حدیث دهقان                | فؤاد غفاری     | مسعود جهانی             |
| وای خدا پر حرفم                | حدیث دهقان                | فؤاد غفاری     | امیربهادر دهقان         |
| چتر و خیابون                   | امیر خدایاری              | یاسر محمودی    | یاسر محمودی             |
| چه خوبه                        | تیسا                      | محمد عابدینی   | حسین غمگین              |
| خوشبختی                        | آرش عدل‌پرور               | آرش عدل‌پرور    | مسعود جهانی             |
| چجوری تونستی                   | مهدی خلج                  | مهدی خلج       | سعید زمانی              |
| بارون می‌زنه                    | محسن حق‌نظری               | محمد عابدینی   | محمد ناهیدی             |
| غیرممکن                        | امیر بذر افشان            | حسین قربان پور | فربد یزدان فر           |
| طرف تو بودم                    | میلاد فلاح                | پدرام آزاد     | پدرام آزاد              |
| مادرانه                        | روزبه بمانی               | فؤاد غفاری     | هومن نامداری            |
| بگو چی شده                     | میلاد فلاح                | محمد لطفی      | محمد لطفی               |
| بهت نمیاد                      | میلاد فلاح                | محمد لطفی      | محمد لطفی               |
| رمیکس بارون می‌زنه (حسین غمگین) | محسن حق‌نظری               | محمد عابدینی   | محمد ناهیدی             |
| غیرمجاز                        | مهرزاد امیرخانی           | فواد غفاری     | معین راهبر              |
| بی نظیره                       | حدیث دهقان                | فؤاد غفاری     | مصطفی مؤمنی             |
| خداحافظ                        | میلاد فلاح                | محمد لطفی      | محمد لطفی               |
| ریمیکس بهت نمیاد (حسین غمگین)  | میلاد فلاح                | محمد لطفی      | محمد لطفی               |
| پادشاه قلبم                    | میلاد فلاح                | محمد لطفی      | محمد لطفی               |
| طلاق                           | روزبه بمانی               | فؤاد غفاری     | امیربهادر دهقان         |
| درونگرا                        | میلاد فلاح و مهتاب انصاری | عماد طغرایی    | میلاد ترابی             |
| تورو دارم                      | علیرضا طلیسچی             | علیرضا طلیسچی  | امیربهادر دهقان         |
| قول می‌دم                       | مهرزاد امیرخانی           | محمد لطفی      | بهروز صفاریان           |
| نفس جان (به همراه محمد لطفی)   | میلاد فلاح                | محمد لطفی      | حسین غمگین              |
| صورت                           | علیرضا طلیسچی             | علیرضا طلیسچی  | حامد برادران            |
| چه شبایی                       | میلاد فلاح                | محمد لطفی      | حسین غمگین              |
| دل                             | میلاد فلاح                | محمد لطفی      | حسین غمگین              |
| وابستگی                        | روزبه بمانی               | محمد لطفی      | حسین غمگین              |
| دنیای بدون تو                  | شیما سامان‌فر              | حسین قربان پور | معین راهبر              |
| یه بارون                       | هادی زینتی                | هادی زینتی     | آرین بهاری              |
| زیبا جان                       | میلاد فلاح                | محمد لطفی      | حسین غمگین              |
| ماه قشنگم                      | هادی زینتی                | علیرضا ریاضی   | آرش پاکزاد و حسین غمگین |
| مثل کوه                        | حدیث دهقان                | علی لهراسبی    | حسین غمگین              |
| دلم بند توئه                   | میراث                     | میراث          | حسین بیک                |
| شب دریا                        | هادی زینتی                | هادی زینتی     | امید آرتین و حسین غمگین |
| حیفه                           | امیر آرسین                | امیر آرسین     | آرش قاسمی               |
| گل نیلوفر                      | سامیار                    | سامیار         | حسین غمگین              |
| دیدی دلتو بردم                 | هادی زینتی                | هادی زینتی     | حسین غمگین              |
| دختر ایران                     | هادی زینتی                | هادی زینتی     | شهراد امیدوار           |
| لازممی                         | امیر آرسین                | امیر آرسین     | آرش قاسمی               |
| تله                            | علی ایلیا                 | مهدی بابادوست  | فربد فروغی              |
| شب چشمات                       | هادی زینتی                | هادی زینتی     | علیرضا ریاضی            |

## حواشی
پس از جنجال بسیار بر سر مجوز به علت همکاری با شادمهر عقیلی سرانجام در زمستان سال ۱۳۹۰، آلبوم «تصمیم» منتشر شد.
در مهر ۱۳۹۶ در پی شکایت اردلان سرفراز از علی لهراسبی به دلیل اجرای اشعار او بدون اجازه، دادگاه بدوی شعبه ۱۰۶۰ کیفری تهران وی را به دو سال حبس تعزیری محکوم کرد.